# Septa marerubrum
Septa marerubrum is een slakkensoort uit de familie van de Ranellidae. De wetenschappelijke naam van de soort is voor het eerst geldig gepubliceerd in 1985 door Garcia-Talavera.